# 斯德望四世
聖德範四世（拉丁語：Sanctus Stephanus PP. IV；約770年—817年1月24日），於816年6月12日至817年1月24日在位為教宗。
他与教宗色尔爵二世和哈德良二世来自同一个贵族家族。 从小居住在拉特朗宫由教宗哈德良一世抚养长大，在良三世时期成为执事，并在良三世死后迅速被众人拥立为教宗，据说这是为了避免虔诚者路易干涉教会事务。816年10月，他在兰斯加冕虔诚者路易为皇帝。路易在813年自行加冕，使得教宗产生皇帝的权威遭受质疑，因此这次加冕被视为教宗试图在产生皇帝的过程中发挥作用。虔诚者路易释放了一些良三世时期因为教会和皇帝交恶而被皇帝扣押的政治犯。

## 譯名列表
- 见教宗斯德望一世